# Atholl

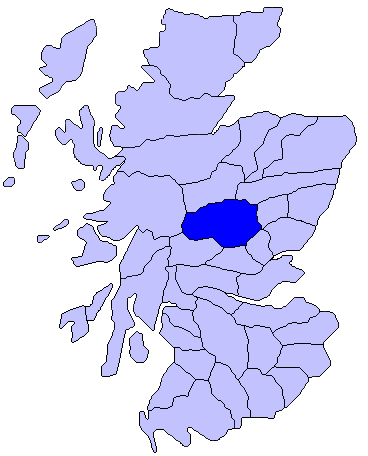
Mappa della Scozia con indicata la posizione del distretto di Atholl

Atholl o Athole (in gaelico scozzese Athall dall'antico irlandese Ath-fhotla, o Nuova Irlanda; in antico gaelico Athfhotla) è un'ampia divisione storica delle Highlands scozzesi, oggi parte di Perth and Kinross, e confinante con Marr, Badenoch, Breadalbane, Strathearn, Perth e Lochaber.
Atholl è stato storicamente la giurisdizione di un mormaer o di un conte. Il primo earl documentato fu Matad, conte di Atholl nel XII secolo. Nel 1703 la regina Anna elevò Atholl a Ducato, con alcuni titoli secondari come Marchese di Atholl (creato nel 1676), Marchese di Tullibardine (1703), Conte di Atholl (1629), Conte di Tullibardine (1606 e 1676), Conte di Strathtay e Strathardle (1703), Visconte di Balquhidder (1676), Lord Murray di Tullibardine (1604), Lord Murray, Balvenie e Gask (1676) e Barone Percy (1722). La Baronia di Percy è parte della Parìa di Gran Bretagna, mentre gli altri titoli di quella di Scozia.
Il diritto dei Conti di Atholl di amministrare la giustizia terminò nel 1746 con l'Heritable Jurisdictions Act e il distretto divenne parte della giurisdizione dello sceriffo e poi della contea del Perthshire.
Tra i centri abitati di Atholl ci sono Aberfeldy, Ballinluig, Blair Atholl, Dunkeld, Kirkmichael, Logierait, Pitlochry e Weem.

## Personaggi celebri
- Alexander Mackenzie, nato a Logierait nel 1822, politico e secondo Primo Ministro del Canada.